# Jinong
 (février 2015).
Si vous disposez d'ouvrages ou d'articles de référence ou si vous connaissez des sites web de qualité traitant du thème abordé ici, merci de compléter l'article en donnant les références utiles à sa vérifiabilité et en les liant à la section « Notes et références ».
Jinong ou Jonon (mongol : ᠵᠢᠨᠦᠩ, VPMC : jinüng, cyrillique : Жонон, MNS : jonon) est un titre honorifique des Mongols. Pour certains, jinong est dérivé du chinois Jinwang (晋王 / 晉王, jìnwáng, « Roi de Jin »), pour d’autres de Qinwang (亲王 / 親王, qīnwáng, « Prince »). Qu’importe les origines, les chinois en ont fait « jinong »(济农 / 濟農, jǐnóng) ou « jinang » (吉囊, jínáng).
Le titre de Jinong fut donné pour la première fois à Kamala, un petit-fils de Kubilai Khan en 1292. Il fut responsable du mausolée de Gengis Khan, mausolée nommé en mongol Naiman Chagaan Ordon (Huit Palaces Blancs). Ceux qui servaient dans le mausolée étaient appelés les Ordos et le Jinong devint traditionnellement le plus grand prêtre du mausolée.
Après que Dayan Khan, dont le père était Jinong, eut unifié la Mongolie, ses descendants héritèrent du titre jusqu’en 1949. Sous la dynastie Qing le titre fut aussi décerné à des chefs de bannière mongole.